# 高橋冴未
高橋冴未（12月30日—），日本漫畫家。福岡縣福岡市出身。代表作是《春江月花嫁曲》。

## 作品
漫畫
- 春江月花嫁曲、全12冊（大然版）、原名《きらきら馨る（日语：きらきら馨る）》
- 夢幻綺羅星、全1冊（大然版）、原名
- 高橋冴未短篇集1 記憶的化石（青文版）、原名
- 高橋冴未短篇集2 觸電感應（青文版）、原名
- 冥之畔～天機異聞～、全9冊（青文版）、原名
- 帝都浪漫！、全4冊（長鴻版）、原名

畫冊
- 高橋冴未画集 きらきら馨る（新書館、2003年） ISBN 440365018X

## 外部連結
- （日語）冴未帖～高橋冴未の漫画の仕事と＊＊な日々～ （页面存档备份，存于）